# 2012–2013-as német labdarúgókupa
A 2012–2013-as német labdarúgókupa volt a 70. kiírása az évente megrendezett országos kupának, 2012. augusztus 17-én kezdődött és 2013. június 1-én ért véget a berlini Olimpiai Stadionban rendezett döntővel.
A tornára 64 csapat kvalifikálta magát: a német első osztály (Bundesliga) és a másodosztály (2. Bundesliga) összes csapata (a 2011/12-es idény alapján), a harmadosztály (3. liga) első négy helyezettje (a 2011/12-es idény vége alapján) és a tartományi bajnokságok (Verbandspokal) bajnokai/dobogósai. A nyertes a Bayern München csapata lett, akik 16. sikerüket szerezték a sorozatban. A második helyezett VfB Stuttgart indulási jogot szerzett a 2013-14-es Európa-ligában.

## 1. forduló
| 2012. augusztus 17.           |     |                              |                   |             |  |
| SG Sonnenhof Großaspach (IV.) | 1-2 | FSV Frankfurt (II.)          |                   | jegyzőkönyv |  |
| VfB Lübeck (IV.)              | 0-3 | Eintracht Braunschweig (II.) |                   | jegyzőkönyv |  |
| SV Wilhelmshaven (IV.)        | 0-2 | FC Augsburg                  |                   | jegyzőkönyv |  |
| 2012. augusztus 18.           |     |                              |                   |             |  |
| Hallescher FC (III.)          | 0-1 | MSV Duisburg (II.)           |                   | jegyzőkönyv |  |
| FC Oberneuland (IV.)          | 0-3 | Borussia Dortmund            |                   | jegyzőkönyv |  |
| Victoria Hamburg (IV.)        | 1-2 | SC Freiburg                  |                   | jegyzőkönyv |  |
| SpVgg Unterhaching (III.)     | 1-2 | 1. FC Köln (II.)             |                   | jegyzőkönyv |  |
| SV Falkensee-Finkenkrug (VI.) | 0-5 | VfB Stuttgart                |                   | jegyzőkönyv |  |
| Offenburger FV (V.)           | 0-3 | FC St. Pauli (II.)           |                   | jegyzőkönyv |  |
| Alemannia Aachen (III.)       | 0-2 | Borussia Mönchengladbach     |                   | jegyzőkönyv |  |
| FC Carl Zeiss Jena (IV.)      | 0-4 | Bayer Leverkusen             |                   | jegyzőkönyv |  |
| Berliner AK 07 (IV.)          | 4-0 | 1899 Hoffenheim              |                   | jegyzőkönyv |  |
| 1. FC Heidenheim 1846 (III.)  | 0-2 | VfL Bochum (II.)             |                   | jegyzőkönyv |  |
| FC Schönberg 95 (VI.)         | 0-5 | VfL Wolfsburg                |                   | jegyzőkönyv |  |
| Kickers Offenbach (III.)      | 2-0 | SpVgg Greuther Fürth         |                   | jegyzőkönyv |  |
| 2012. augusztus 19.           |     |                              |                   |             |  |
| FC Nöttingen (V.)             | 1-6 | Hannover 96                  |                   | jegyzőkönyv |  |
| Wormatia Worms (IV.)          | 2-1 | Hertha BSC (II.)             |                   | jegyzőkönyv |  |
| Karlsruher SC (III.)          | 4-2 | Hamburger SV                 |                   | jegyzőkönyv |  |
| FC Hennef 05 (V.)             | 0-6 | TSV 1860 München (II.)       |                   | jegyzőkönyv |  |
| TSV Havelse (IV.)             | 3-2 | 1. FC Nürnberg               | hosszabbítás után | jegyzőkönyv |  |
| VfR Aalen (II.)               | 3-0 | FC Ingolstadt 04 (II.)       |                   | jegyzőkönyv |  |
| Arminia Bielefeld (III.)      | 3-1 | SC Paderborn 07 (II.)        |                   | jegyzőkönyv |  |
| 1. FC Saarbrücken (III.)      | 0-5 | FC Schalke 04                |                   | jegyzőkönyv |  |
| FC Erzgebirge Aue (II.)       | 3-0 | Eintracht Frankfurt          |                   | jegyzőkönyv |  |
| Preußen Münster (III.)        | 4-2 | Werder Bremen                |                   | jegyzőkönyv |  |
| Hansa Rostock (III.)          | 1-3 | 1. FC Kaiserslautern (II.)   |                   | jegyzőkönyv |  |
| Wacker Burghausen (III.)      | 0-1 | Fortuna Düsseldorf           |                   | jegyzőkönyv |  |
| SV Roßbach/Verscheid (V.)     | 0-4 | 1. FSV Mainz 05              |                   | jegyzőkönyv |  |
| 2012. augusztus 20.           |     |                              |                   |             |  |
| SV Sandhausen (II.)           | 3-0 | Energie Cottbus (II.)        |                   | jegyzőkönyv |  |
| Rot-Weiss Essen (IV.)         | 0-1 | 1. FC Union Berlin (II.)     | hosszabbítás után | jegyzőkönyv |  |
| Chemnitzer FC (III.)          | 0-3 | Dynamo Dresden (II.)         |                   | jegyzőkönyv |  |
| SSV Jahn Regensburg (II.)     | 0-4 | Bayern München               |                   | jegyzőkönyv |  |

## 2. forduló
| 2012. október 30.            |     |                            |                          |             |  |
| Berliner AK 07 (IV.)         | 0-3 | TSV 1860 München (II.)     |                          | jegyzőkönyv |  |
| Wormatia Worms (IV.)         | 0-0 | 1. FC Köln                 | tizenegyeslövés után 3-4 | jegyzőkönyv |  |
| Preußen Münster (III.)       | 0-1 | FC Augsburg                |                          | jegyzőkönyv |  |
| Eintracht Braunschweig (II.) | 0-2 | SC Freiburg                |                          | jegyzőkönyv |  |
| TSV Havelse (IV.)            | 1-3 | VfL Bochum (II.)           |                          | jegyzőkönyv |  |
| FC Schalke 04                | 3-0 | SV Sandhausen (II.)        |                          | jegyzőkönyv |  |
| VfR Aalen (II.)              | 1-4 | Borussia Dortmund          |                          | jegyzőkönyv |  |
| 1. FSV Mainz 05              | 2-0 | FC Erzgebirge Aue (II.)    |                          | jegyzőkönyv |  |
| 2012. október 31.            |     |                            |                          |             |  |
| Karlsruher SC (III.)         | 1-0 | MSV Duisburg (II.)         |                          | jegyzőkönyv |  |
| Arminia Bielefeld (III.)     | 2-3 | Bayer Leverkusen           | hosszabbítás után        | jegyzőkönyv |  |
| Kickers Offenbach (III.)     | 2-0 | 1. FC Union Berlin (II.)   |                          | jegyzőkönyv |  |
| VfB Stuttgart                | 3-0 | FC St. Pauli (II.)         |                          | jegyzőkönyv |  |
| Hannover 96                  | 1-1 | Dynamo Dresden (II.)       | tizenegyeslövés után 4-3 | jegyzőkönyv |  |
| Bayern München               | 4-0 | 1. FC Kaiserslautern (II.) |                          | jegyzőkönyv |  |
| Fortuna Düsseldorf           | 1-0 | Borussia Mönchengladbach   | hosszabbítás után        | jegyzőkönyv |  |
| VfL Wolfsburg                | 2-0 | FSV Frankfurt (II.)        |                          | jegyzőkönyv |  |

## Nyolcaddöntő
| 2012. december 18. 19:00 (CEST) |

| Schalke 04    | 1–2               | Mainz 05                 |
| ------------- | ----------------- | ------------------------ |
| Huntelaar 75' | (0–1) Jegyzőkönyv | Caligiuri 30' Müller 83' |

| Veltins-Arena, Gelsenkirchen Nézőszám: 54,202 Játékvezető: Marco Fritz (német) |

| 2012. december 18. 19:00 (CEST) |

| Karlsruher SC (III.) | 0–1               | SC Freiburg |
| -------------------- | ----------------- | ----------- |
|                      | (0–1) Jegyzőkönyv | Schmid 2'   |

| Wildparkstadion, Karlsruhe Nézőszám: 28,200 Játékvezető: Dr. Jochen Drees (német) |

| 2012. december 18. 20:30 (CEST) |

| Kickers Offenbach (III.) | 2–0               | Fortuna Düsseldorf |
| ------------------------ | ----------------- | ------------------ |
| Fetsch 76' Vogler 85'    | (0–0) Jegyzőkönyv |                    |

| Sparda-Bank-Hessen-Stadion, Offenbach Nézőszám: 18,400 Játékvezető: Felix Zwayer (német) |

| 2012. december 18. 20:30 (CEST) |

| FC Augsburg | 0–2               | Bayern München                   |
| ----------- | ----------------- | -------------------------------- |
|             | (0–1) Jegyzőkönyv | Gómez 26' Ribéry 47′ Shaqiri 85' |

| SGL Arena, Augsburg Nézőszám: 30,660 Játékvezető: Thorsten Kinhöfer (német) |

| 2012. december 19. 19:00 (CEST) |

| VfL Wolfsburg       | 2–1               | Bayer Leverkusen   |
| ------------------- | ----------------- | ------------------ |
| Träsch 78' Dost 90' | (0–1) Jegyzőkönyv | Fágner 31' (öngól) |

| Volkswagen Arena, Wolfsburg Nézőszám: 10,781 Játékvezető: Knut Kircher (német) |

| 2012. december 19. 19:00 (CEST) |

| VfL Bochum (II.)           | 3–0               | 1860 München (II.) |
| -------------------------- | ----------------- | ------------------ |
| Dedič 30' Maltritz 75' 78' | (1–0) Jegyzőkönyv | Vallori 27′        |

| rewirpowerSTADION, Bochum Nézőszám: 20,206 Játékvezető: Tobias Welz (német) |

| 2012. december 19. 20:30 (CEST) |

| Borussia Dortmund                                   | 5–1               | Hannover 96 |
| --------------------------------------------------- | ----------------- | ----------- |
| Götze 3' 40' 85' Błaszczykowski 18' Lewandowski 90' | (3–0) Jegyzőkönyv | Diuf 79'    |

| Signal Iduna Park, Dortmund Nézőszám: 77,615 Játékvezető: Dr. Felix Brych (német) |

| 2012. december 19. 20:30 (CEST) |

| VfB Stuttgart                       | 2–1               | 1. FC Köln (II.) |
| ----------------------------------- | ----------------- | ---------------- |
| Gentner 31' Ibišević 36' (11-esből) | (2–0) Jegyzőkönyv | Clemens 80'      |

| Mercedes-Benz Arena, Stuttgart Nézőszám: 27,500 Játékvezető: Deniz Aytekin (német) |

## Negyeddöntő
| 2013. február 26. 19:00 (CEST) |

| Mainz 05                              | 2–3 (h. u.)       | SC Freiburg                               |
| ------------------------------------- | ----------------- | ----------------------------------------- |
| Parker 2' Zimling 4' Pospěch 56′, 65′ | (2–0) Jegyzőkönyv | Santini 86' Caligiuri 90' (11-esből) 109' |

| Coface Arena, Mainz Nézőszám: 23,517 Játékvezető: Deniz Aytekin (német) |

| 2013. február 26. 20:30 (CEST) |

| Kickers Offenbach (III.) | 1–2               | VfL Wolfsburg     |
| ------------------------ | ----------------- | ----------------- |
| Stadel 81'               | (0–0) Jegyzőkönyv | Olić 49' Dost 71' |

| Sparda-Bank-Hessen-Stadion, Offenbach Nézőszám: 18,700 Játékvezető: Wolfgang Stark (német) |

| 2013. február 27. 19:00 (CEST) |

| VfB Stuttgart            | 2–0               | VfL Bochum (II.) |
| ------------------------ | ----------------- | ---------------- |
| Gentner 18' Ibišević 81' | (1–0) Jegyzőkönyv |                  |

| Mercedes-Benz Arena, Stuttgart Nézőszám: 20,200 Játékvezető: Felix Zwayer (német) |

| 2013. február 27. 20:30 (CEST) |

| Bayern München | 1–0               | Borussia Dortmund |
| -------------- | ----------------- | ----------------- |
| Robben 43'     | (1–0) Jegyzőkönyv |                   |

| Allianz Arena, München Nézőszám: 71,000 Játékvezető: Knut Kircher (német) |

## Elődöntő
| 2013. április 16. 20:30 (CEST) |

| Bayern München                                         | 6–1               | VfL Wolfsburg |
| ------------------------------------------------------ | ----------------- | ------------- |
| Mandžukić 17' Robben 35' Shaqiri 51' Gómez 80' 83' 86' | (2–1) Jegyzőkönyv | Diego 45'     |

| Allianz Arena, München Nézőszám: 71,000 Játékvezető: Knut Kircher (német) |

| 2013. április 17. 20:30 (CEST) |

| VfB Stuttgart      | 2–1               | SC Freiburg   |
| ------------------ | ----------------- | ------------- |
| Boka 9' Harnik 29' | (2–1) Jegyzőkönyv | Rosenthal 14' |

| Mercedes-Benz Arena, Stuttgart Nézőszám: 59,000 Játékvezető: Florian Meyer (német) |

## Döntő
| 2013. június 1. 20:00 (CEST) |

| Bayern München                      | 3–2               | VfB Stuttgart  |
| ----------------------------------- | ----------------- | -------------- |
| Müller 37' (11-esből) Gómez 48' 61' | (1–0) Jegyzőkönyv | Harnik 71' 81' |

| Olimpiai Stadion, Berlin Nézőszám: 74,420 Játékvezető: Manuel Gräfe (német) |

| Bayern München | VfB Stuttgart |

| BAYERN MÜNCHEN: |    |                        |       |       |
|                 |    |                        |       |       |
| KA              | 1  | Manuel Neuer           |       |       |
| JV              | 21 | Philipp Lahm (cs)      |       |       |
| KV              | 5  | Daniel Van Buyten      |       |       |
| KV              | 17 | Jérôme Boateng         |       |       |
| BV              | 27 | David Alaba            |       |       |
| KKP             | 8  | Javi Martínez          |       |       |
| KKP             | 31 | Bastian Schweinsteiger | 50'   |       |
| JSZ             | 10 | Arjen Robben           |       | 83'   |
| TKP             | 25 | Thomas Müller          |       |       |
| BSZ             | 7  | Franck Ribéry          |       | 90+1' |
| CS              | 33 | Mario Gómez            |       | 62'   |
| Cserék:         |    |                        |       |       |
| KA              | 22 | Tom Starke             |       |       |
| JV              | 13 | Rafinha                |       |       |
| BV              | 26 | Diego Contento         |       |       |
| TKP             | 11 | Xherdan Shaqiri        |       | 90+1' |
| VKP             | 44 | Anatolij Timoscsuk     |       | 83'   |
| CS              | 9  | Mario Mandžukić        | 90+4' | 62'   |
| CS              | 14 | Claudio Pizarro        |       |       |
| Edző:           |    |                        |       |       |
| Jupp Heynckes   |    |                        |       |       |

| VFB STUTTGART: |    |                    |       |     |
|                |    |                    |       |     |
| KA             | 1  | Sven Ulreich       |       |     |
| JV             | 24 | Antonio Rüdiger    |       |     |
| KV             | 5  | Serdar Tasci (cs)  |       |     |
| KV             | 6  | Georg Niedermeier  |       |     |
| BV             | 21 | Cristian Molinaro  |       | 67' |
| KKP            | 20 | Christian Gentner  |       |     |
| KKP            | 15 | Arthur Boka        | 85'   |     |
| JSZ            | 7  | Martin Harnik      |       |     |
| TKP            | 44 | Alexandru Maxim    |       | 62' |
| BSZ            | 16 | Ibrahima Traoré    | 36'   | 75' |
| CS             | 9  | Vedad Ibišević     | 90+1' |     |
| Cserék:        |    |                    |       |     |
| KA             | 22 | Marc Ziegler       |       |     |
| JV             | 2  | Szakai Gótoku      |       | 67' |
| V              | 12 | Benedikt Röcker    |       |     |
| KP             | 4  | William Kvist      |       |     |
| KP             | 26 | Raphael Holzhauser |       |     |
| TKP            | 31 | Okazaki Sindzsi    |       | 62' |
| CS             | 18 | Cacau              |       | 75' |
| Edző:          |    |                    |       |     |
| Bruno Labbadia |    |                    |       |     |

| A mérkőzés játékosa: Philipp Lahm (Bayern München) Játékvezető Manuel Gräfe (német) Asszisztensek: Guido Kleve (német) Thorsten Schiffner (német) Negyedik játékvezető: Guido Winkmann (német) |

| A 2012-2013-as Német labdarúgókupa győztese |                        |
| BAYERN MÜNCHEN 16. cím                      |                        |
| ← 2011-12-es DFB-Pokal                      | 2013-14-es DFB-Pokal → |